# 加悦鉄道資料館
加悦鉄道資料館（かやてつどうしりょうかん）は、京都府与謝郡与謝野町にある博物館。運営はNPO法人加悦鐵道保存会。
1926年（大正15年）に開業して1985年（昭和60年）に廃線となった加悦鉄道の鉄道博物館である。建物は与謝野町指定有形文化財であり、文化財名称は旧加悦鉄道加悦駅舎（きゅうかやてつどうかやえきしゃ）。加悦鉄道の終着駅だった加悦駅駅舎を用いているが、駅舎時代の所在地から北60メートルの場所に曳家されている。重要伝統的建造物群保存地区「ちりめん街道」に近い。

## 歴史

### 駅舎時代

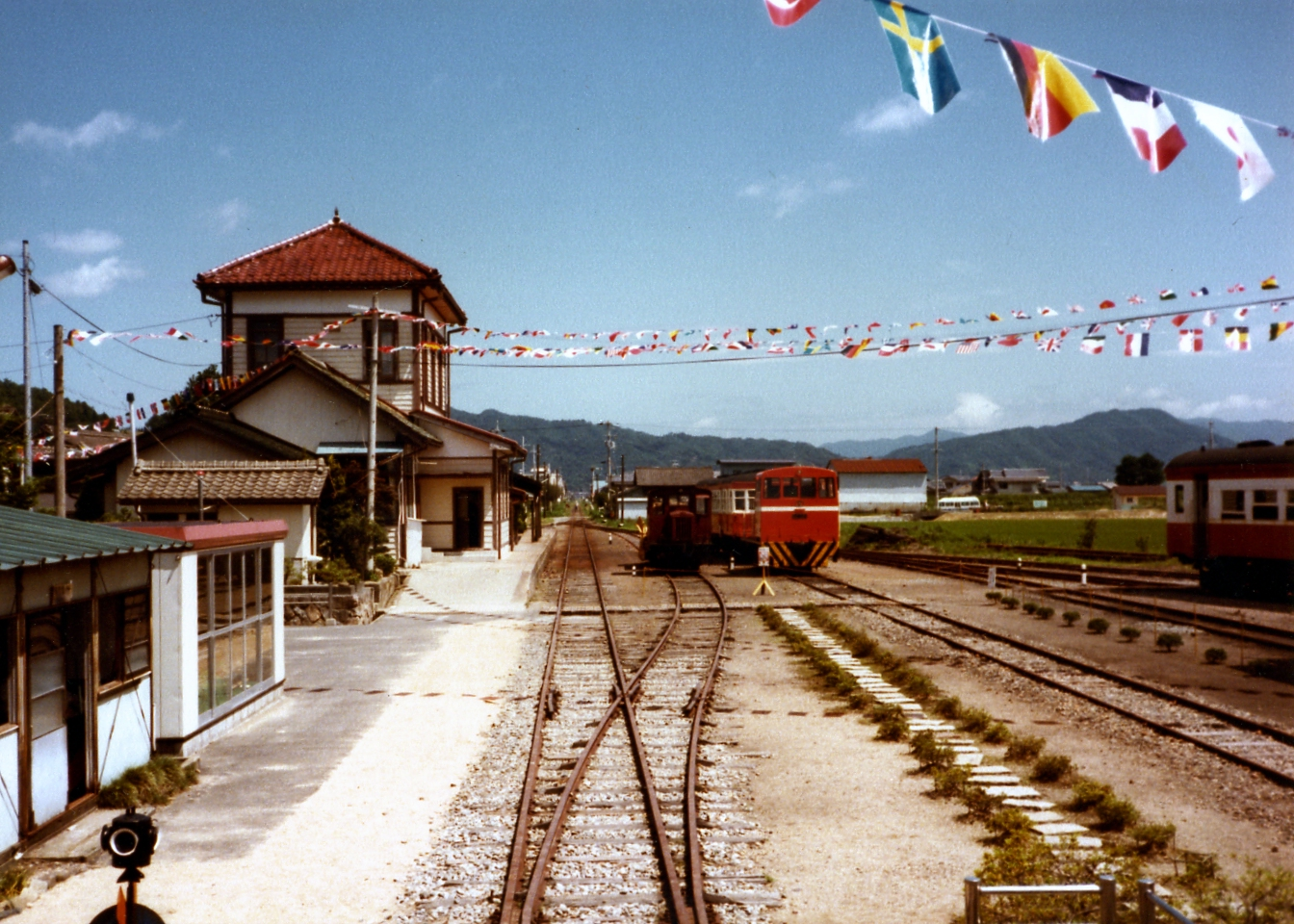
加悦鉄道廃線前の加悦駅

1926年（大正15年）12月5日には加悦駅を終着駅とする加悦鉄道が開業しており、木造2階建ての加悦駅が竣工したのは同年8月1日である。加悦鉄道は丹後ちりめん産業の輸送ルートを確保する目的で建設され、1927年（昭和2年）3月7日の北丹後地震の際には復興物資の輸送に貢献している。

### 加悦鉄道廃線後
モータリゼーションの進行などが理由で乗客数が減少し、1985年（昭和60年）4月30日に加悦鉄道が廃線となった。1994年（平成6年）時点で加悦駅駅舎の建物はカヤ興産（旧・加悦鉄道）本社として使用されており、隣接して22両の車両が展示されている加悦SL広場があった。1996年（平成8年）に加悦町指定有形文化財へ指定され、指定後には加悦駅駅舎がカヤ興産から加悦町に寄付された。

### 保存と活用
加悦町は加悦駅の場所に加悦町役場新庁舎を建設することとし、加悦駅駅舎はSL広場とともに大江山運動公園近くに移築または復元する予定となった。しかし結局は隣接地での保存が決定された。1999年（平成11年）から2001年（平成13年）には建物の曳家が行われ、北60メートルの場所に移動された上に180度転回されている。この際には建物の修理も行われている。なお、元の加悦駅跡地には加悦町役場が建設され、転車台があった場所には同じ大きさの円形中庭が設置されている。
2006年（平成18年）3月1日に加悦町・岩滝町・野田川町の3町が合併して与謝野町となり、この建物は与謝野町指定有形文化財となった。2007年（平成19年）時点では加悦町観光案内所として使用され、内部には加悦鉄道資料室が設置されていた。その後加悦町観光案内所が別の場所に移転したことで、NPO法人加悦鐵道保存会が指定管理者を務める加悦鉄道資料館となった。
2020年（令和2年）4月に閉園した加悦SL広場で保存されていた、旧加悦鉄道2号機関車（123号機関車）と「ハ4995」、「ハブ3」の3両は加悦鉄道資料館に移設され、2022年（令和4年）4月から公開されている。

## 建築
加悦町は建物の設計者が馬場勝弥であるとしているが、NPO法人加悦鐵道保存会は設計者が定かではないとしている。施工は福井県遠敷郡小浜町（現・小浜市）の田邉藤七であり、田邉は丹後三河内駅、四辻駅、丹後山田駅、水戸谷駅の施工も手掛けている。
加悦駅の外観は洋風であり、わら葺き屋根が多かった加悦町の街並みでは異彩を放つ建築物だった。下見板張りの白壁に縦長の窓が開けられている。2階部分は寄棟造、1階部分は切妻造であり、いずれも桟瓦で葺かれている。トイレや待合室を増築している。

## 施設

### 建物内
建物内は南から順に玄関ホール、第一展示室、第二展示室の3室からなる。
- 玄関ホール

旧・加悦駅待合室。加悦鉄道開業当時の運賃表、転轍機標識、事務机、振り子式柱時計などを展示している。
このエリアは復元されたという。
- 第一展示室

旧・加悦駅事務室。1873年（明治6年）に完成した加悦鉄道2号蒸気機関車（国鉄120形蒸気機関車、国の重要文化財）の関連資料を展示し、また国鉄宮津線丹後山田駅の通票閉塞機を動態状態で展示している。
- 第二展示室

旧・加悦鉄道本社事務室。加悦鉄道の歴史を紹介しており、また加悦鉄道の車両・認可証・信号機・各種灯火類・手回し計算機などの事務機などを展示している。保線区で用いられていたビーター・ジムクロウ・アセチレン式照明灯・軌間定規・スコヤなども保管されている。

### 建物外
建物正面には加悦鉄道で使用されていた腕木式信号機や丸形郵便ポストが設置されている。敷地内には国鉄C10形コンテナ・国鉄C20形コンテナ・国鉄C21形コンテナが設置され、倉庫や作業場として活用されていたが、国鉄C20形コンテナと国鉄C21形コンテナは2021年（令和3年）に別の保存会に寄贈されたため現存しない。2019年（令和元年）12月4日、大江山鉱山から旧岩滝町の精錬工場へニッケルを輸送するために用いられたC160蒸気機関車（1942年製造、1966年の廃車後に京都市へ売却）が京都市大宮交通公園から移設された。

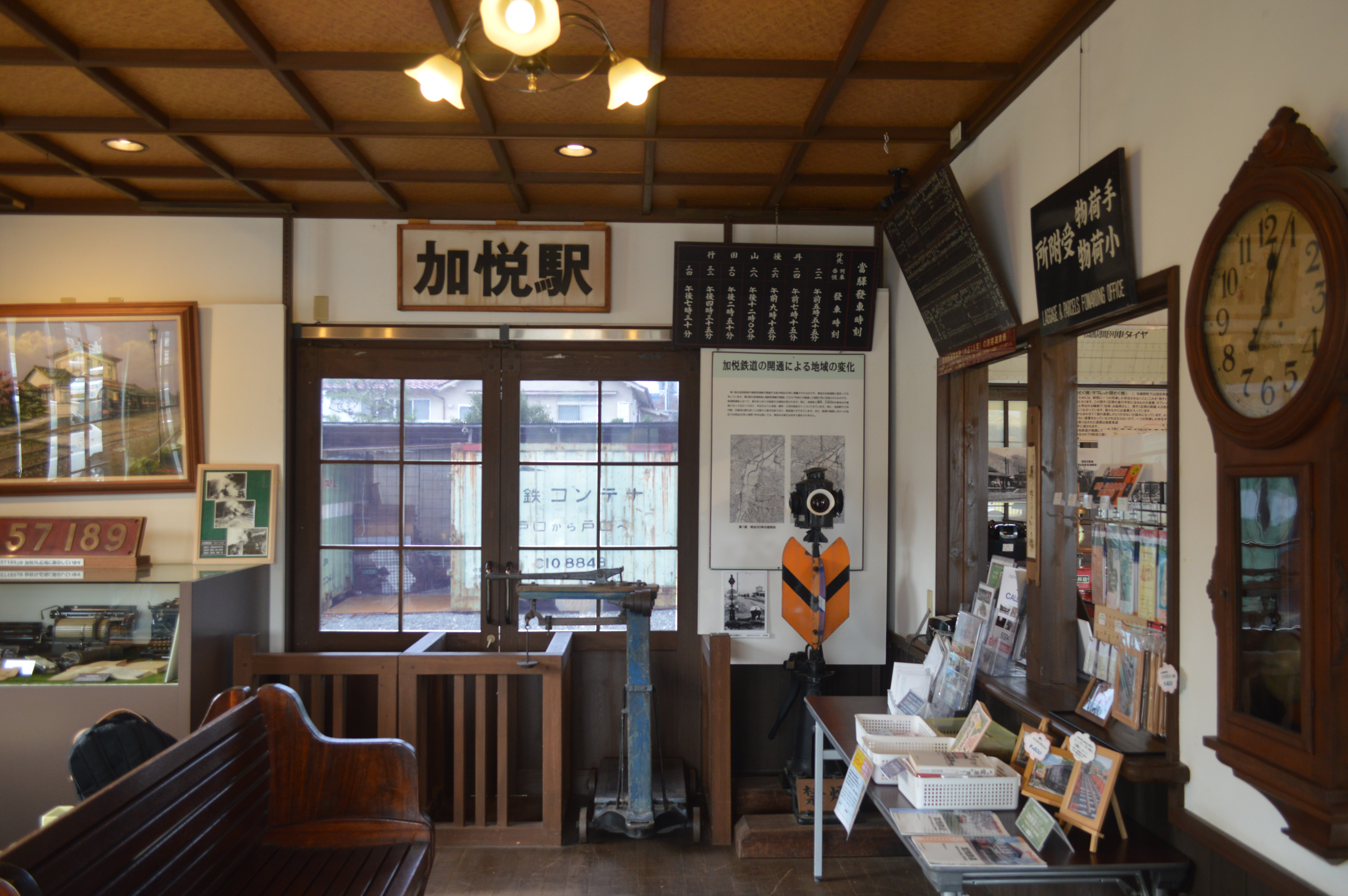
玄関ホール
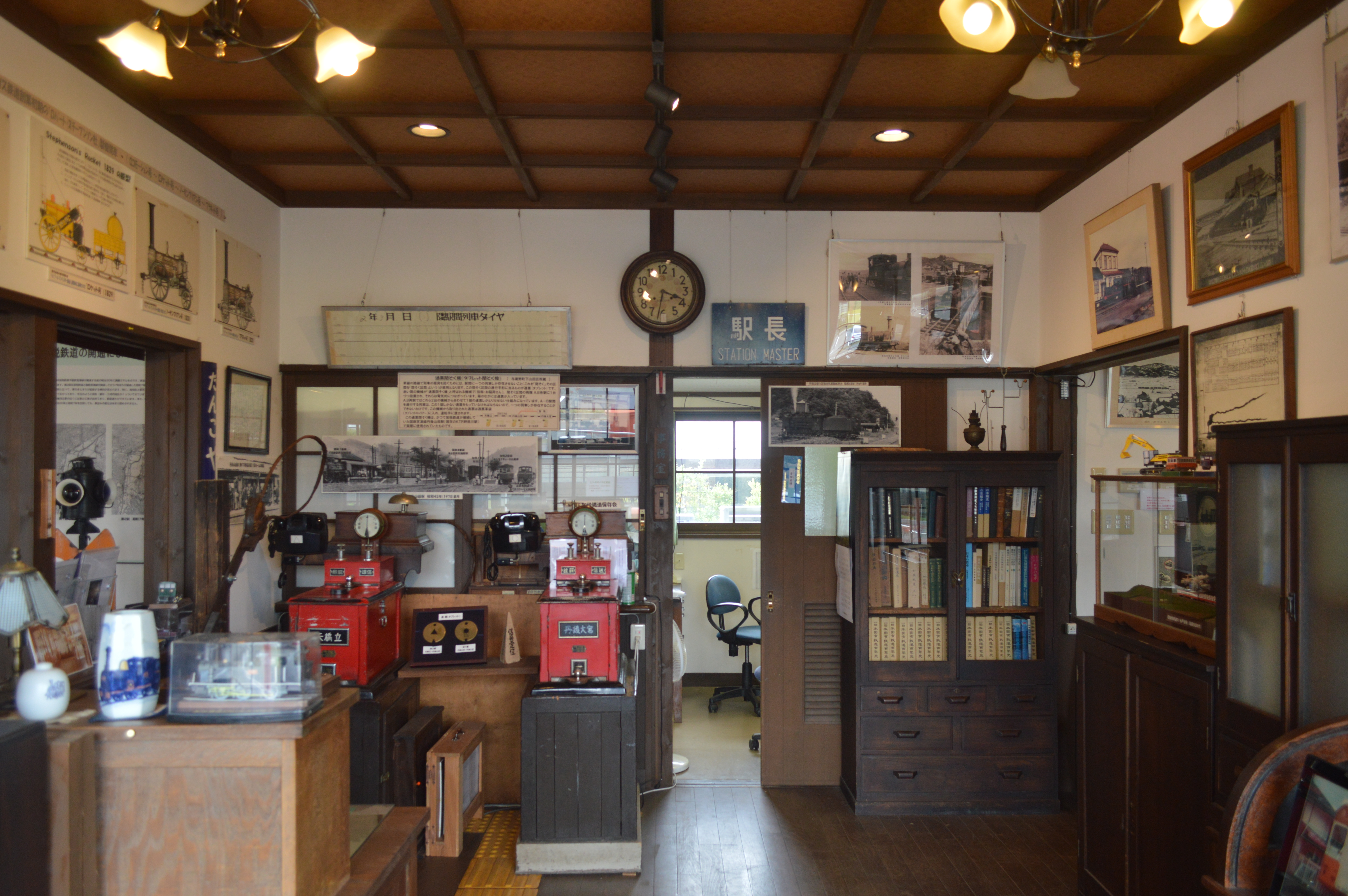
第1展示室
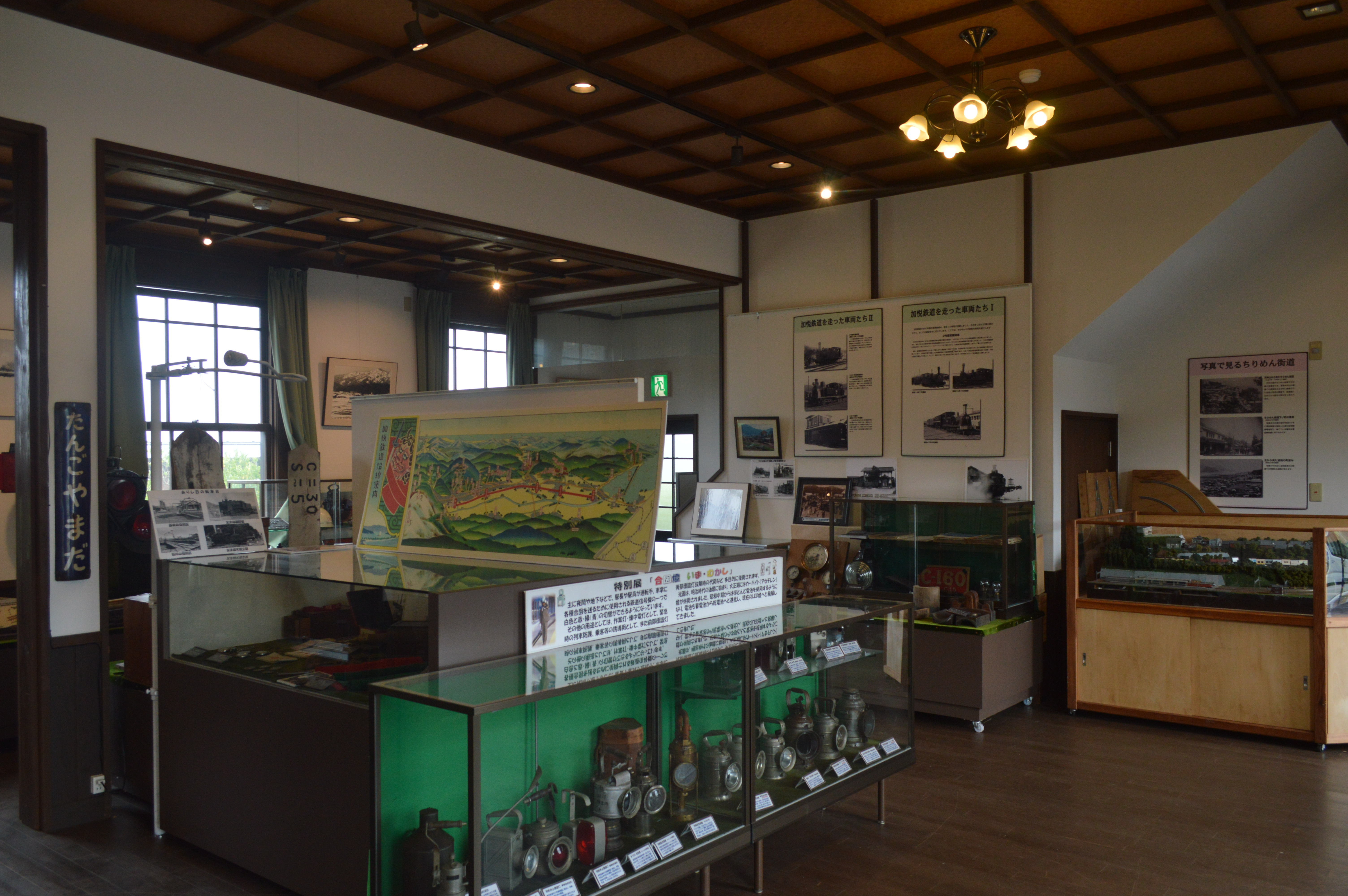
第2展示室
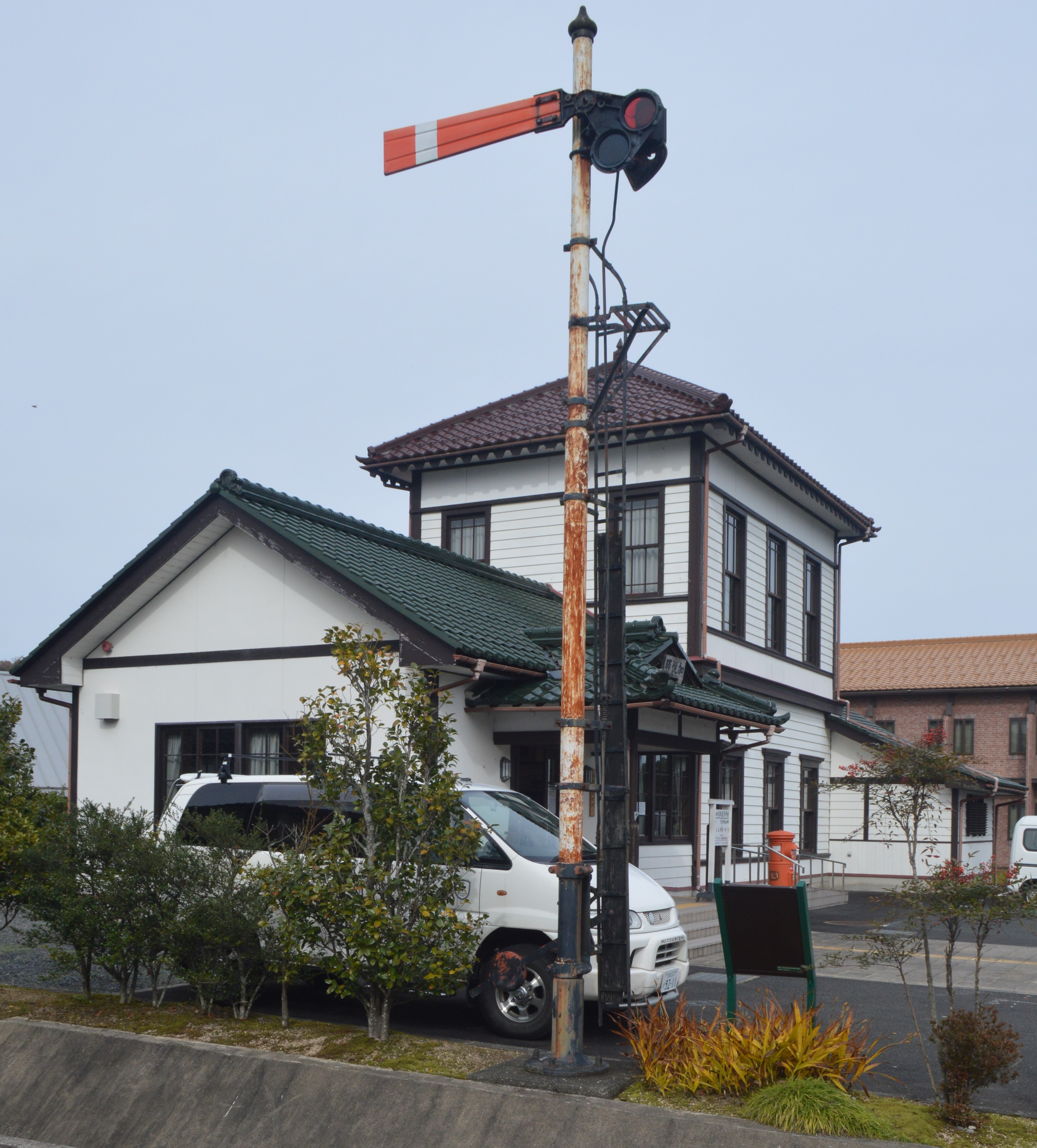
腕木式信号機
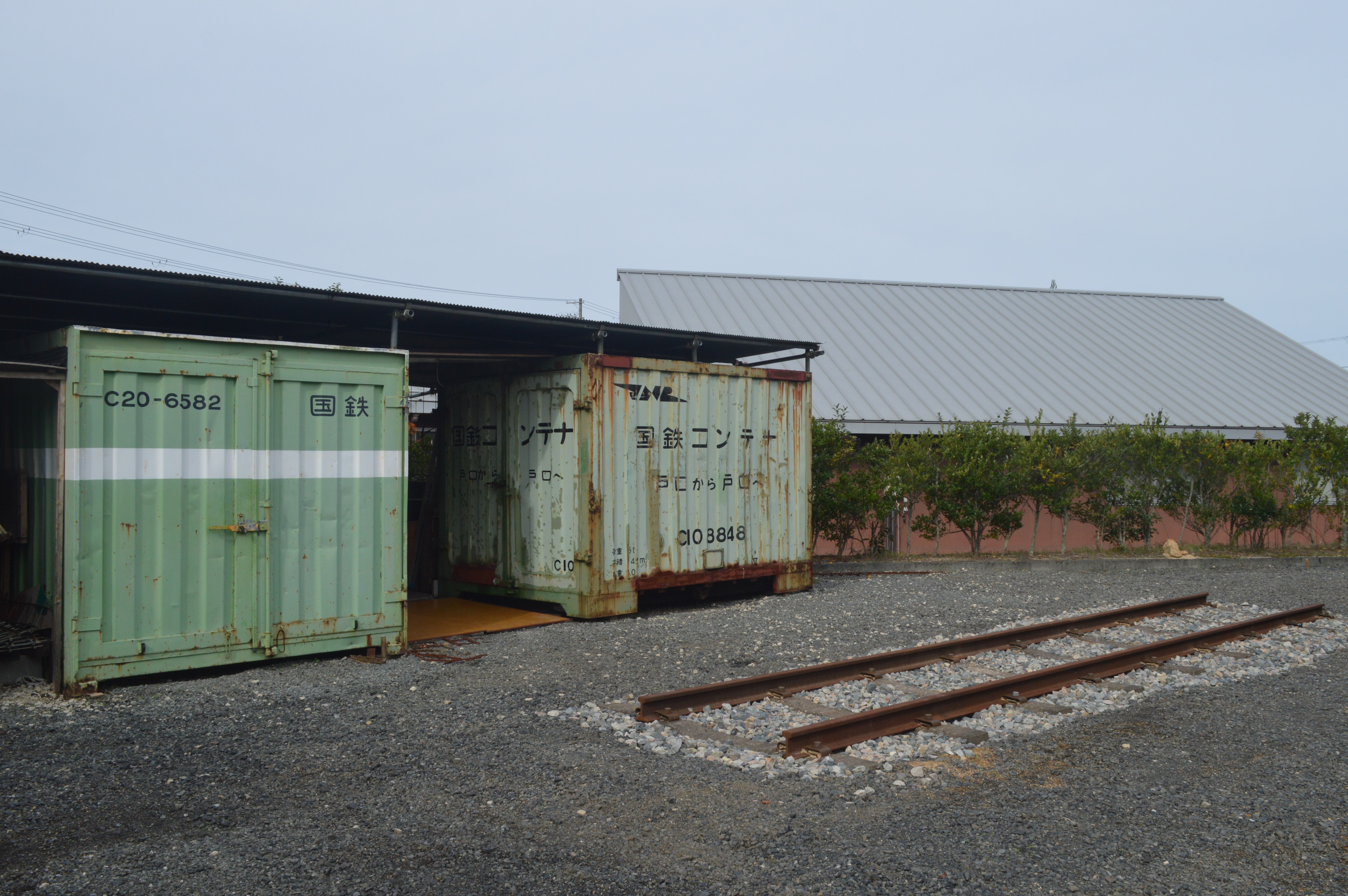
国鉄時代のコンテナ（左のコンテナ（C20形）は現存しない）

## 展示車両
旧加悦SL広場から移設された3車両と大宮交通公園から移設された1車両が展示されている。
- 123号機関車（国指定重要文化財）
- ハブ3
- ハ4995
- C-160

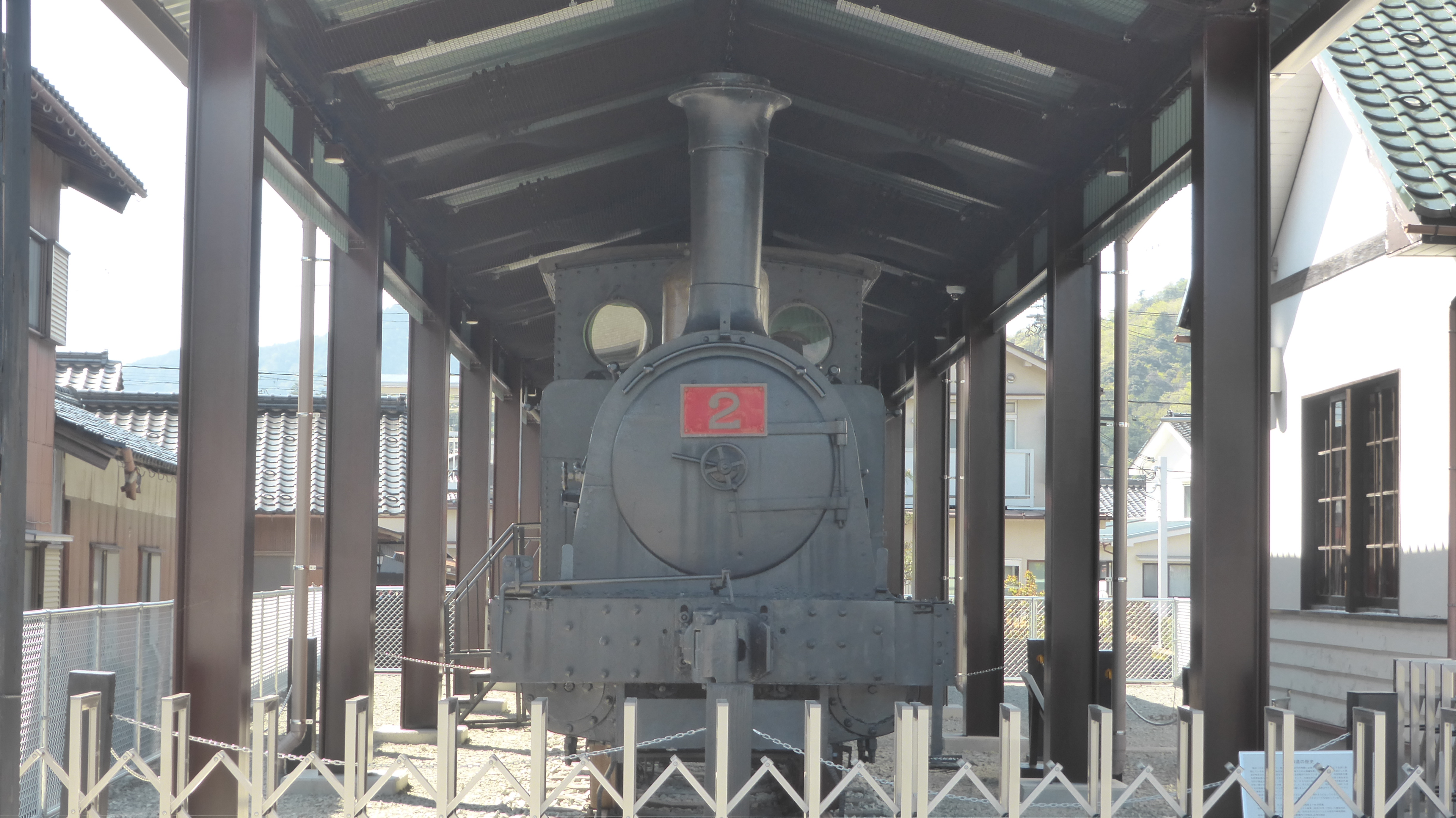
123号機関車（国指定重要文化財） （旧加悦SL広場より移設）
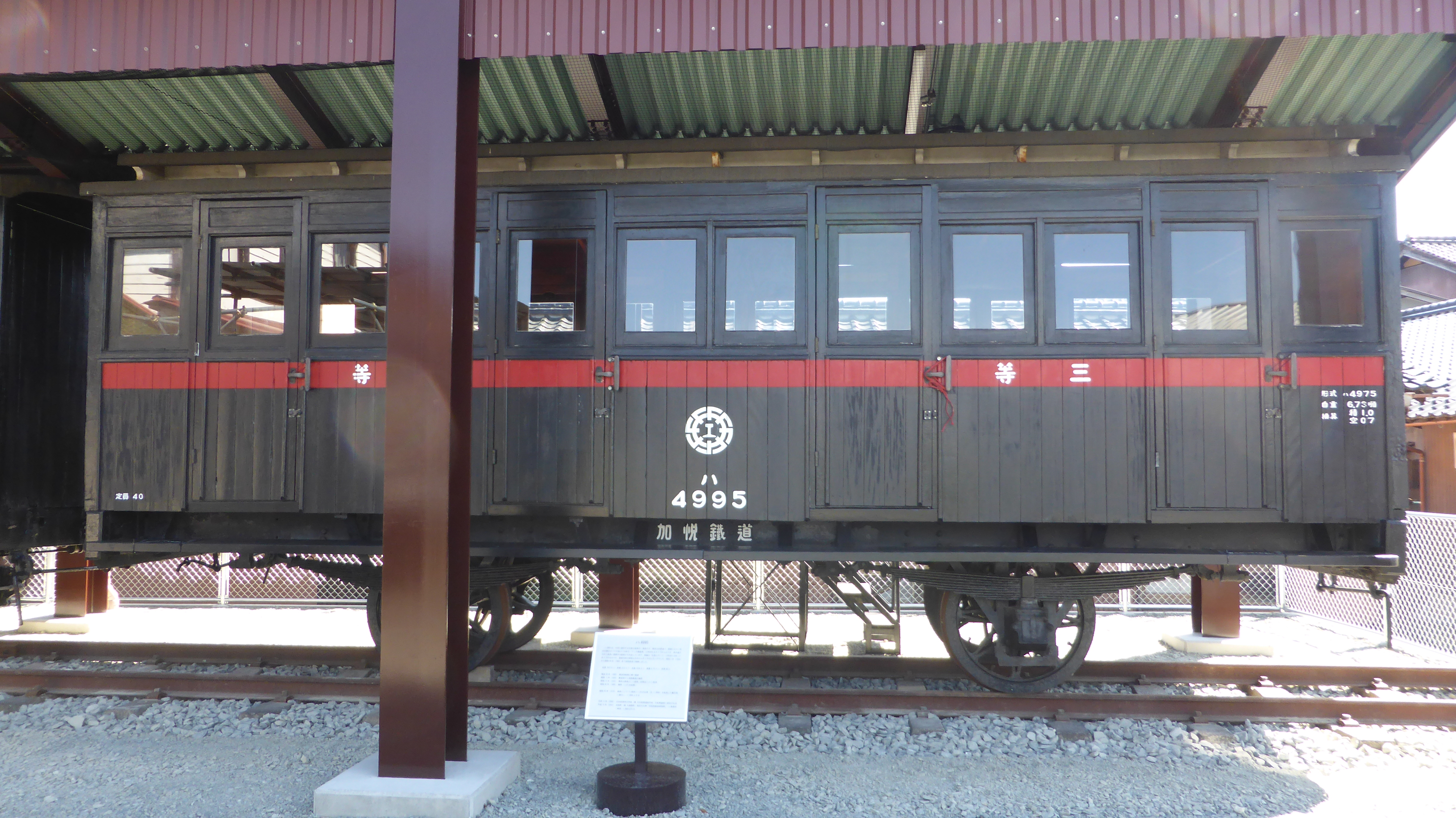
加悦鉄道資料館ハ4995 （旧加悦SL広場より移設）
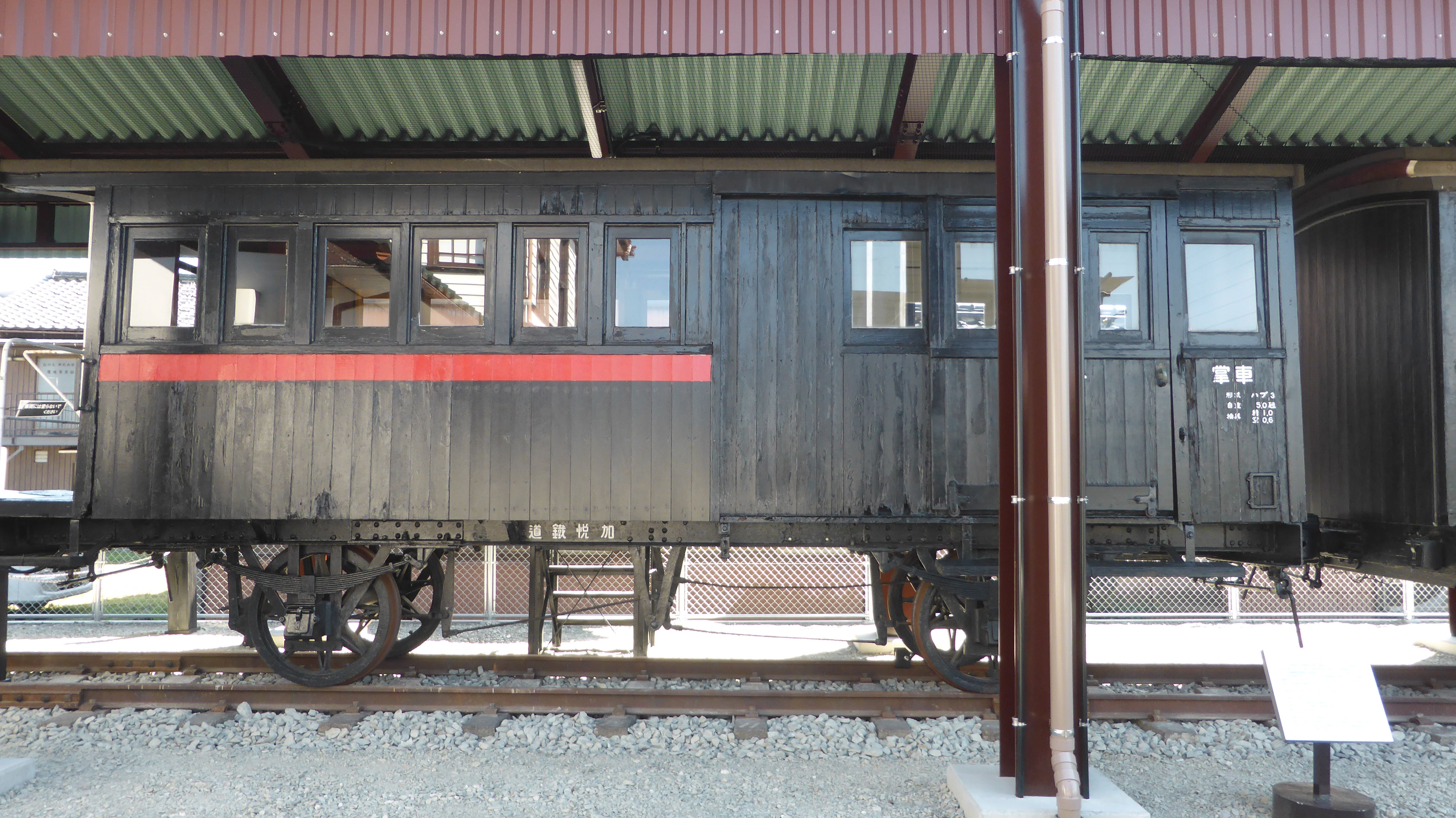
加悦鉄道資料館ハブ3 （旧加悦SL広場より移設）
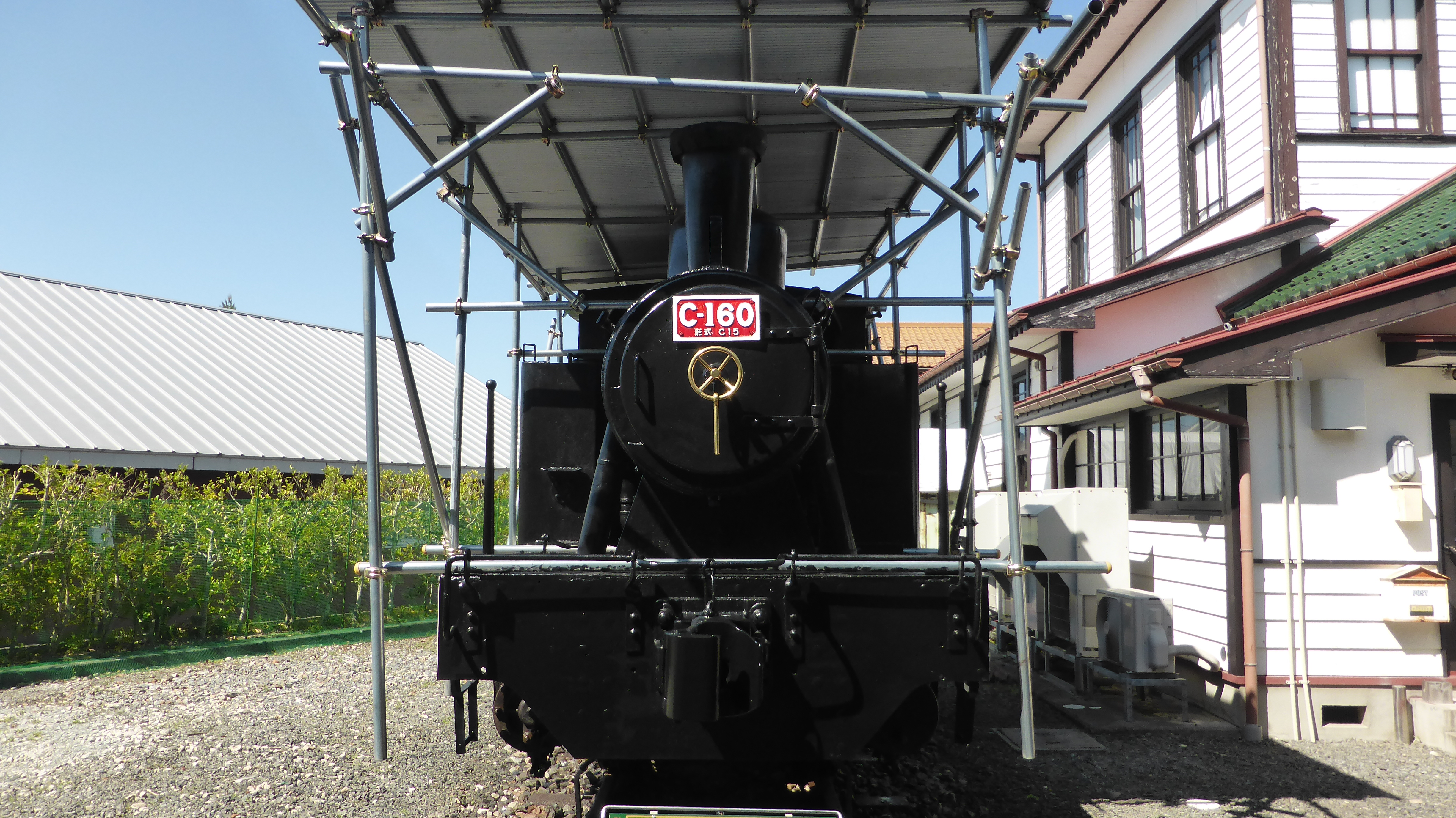
加悦鉄道資料館C-160 （大宮交通公園より移設）

## 基礎情報
- 開館日[10]
  - 土曜・日曜と祝祭日
- 開館時間[10]
  - 9:00 - 17:00
- 交通アクセス[10]
  - 京都丹後鉄道宮豊線与謝野駅から丹後海陸交通バス。「加悦庁舎」停留所下車。    - ※JR・京都丹後鉄道宮福線福知山駅を発着する丹後海陸交通バスの路線も同停留所を経由するが、平日しか運行されない。